# Eugeniusz Grabowski (funkcjonariusz)
Eugeniusz Grabowski (ur. 9 listopada 1933 w Wólce Przybojewskiej, zm. 5 grudnia 2022) – funkcjonariusz MO i MSW w stopniu generała brygady MO. Zastępca szefa Służby Polityczno-Wychowawczej MSW i zarazem dyrektor Zarządu Polityczno-Wychowawczego MSW w latach 1981–1989.

## Życiorys
Syn Stanisława i Marcjanny. W latach 1953–1954 uczestnik kursu wykładowców w Ośrodku Szkolenia Ministerstwa Bezpieczeństwa Publicznego. W 1954 roku rozpoczął pracę jako wykładowca w jednostkach szkolenia politycznego ośrodków szkoleniowych MO.
Od grudnia 1954 roku pracował w MSW. W grudniu 1981 roku został zastępcą szefa Służby Polityczno-Wychowawczej MSW (i zarazem dyrektorem Zarządu Polityczno-Wychowawczego MSW). Stanowisko zastępcy szefa tej formacji pełnił przez niemal cały okres jej istnienia, do końca listopada 1989 roku.
W tym czasie formacja ta miała czterech różnych szefów, którymi byli kolejno gen. bryg. Edward Tarała, gen. bryg. Władysław Jura, Andrzej Gdula, Czesław Staszczak. W październiku 1986 na mocy uchwały Rady Państwa PRL został awansowany do stopnia generała brygady MO. Nominację otrzymał w Belwederze 10 października 1986.
Od grudnia 1989 roku do maja 1990 roku był szefem Wojewódzkiego Urzędu Spraw Wewnętrznych (komendantem wojewódzkim MO) w Częstochowie. W 1990 przeszedł w stan spoczynku.
W latach 1989–2013 był prezesem Zarządu Głównego Polskiego Związku Wędkarskiego. Członek honorowy PZW, a od 2013 Honorowy Prezes Polskiego Związku Wędkarskiego. Pochowany na Cmentarzu Bródnowskim w Warszawie.

## Odznaczenia
- Krzyż Komandorski Orderu Odrodzenia Polski (1984)[6]